# Gulf Breeze
Gulf Breeze es una ciudad ubicada en el condado de Santa Rosa en el estado estadounidense de Florida. En el Censo de 2010 tenía una población de 5763 habitantes y una densidad poblacional de 94,44 personas por km².

## Geografía
Gulf Breeze se encuentra ubicada en las coordenadas 30°22′1″N 87°10′27″O / 30.36694, -87.17417, en el extremo occidental del estado, al sur de Pensacola y a poca distancia del estado de Alabama, en la región conocida como mango de Florida. Según la Oficina del Censo de los Estados Unidos, Gulf Breeze tiene una superficie total de 61.02 km², de la cual 12.12 km² corresponden a tierra firme y (80.13%) 48.9 km² es agua.

## Demografía

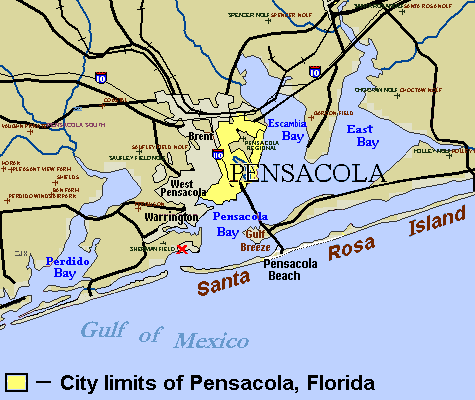
Mapa de Pensacola en el que aparece, al sur de dicha ciudad, Gulf Breeze

Según el censo de 2010, había 5.763 personas residiendo en Gulf Breeze. La densidad de población era de 94,44 hab./km². De los 5.763 habitantes, Gulf Breeze estaba compuesto por el 95.75% blancos, el 0.35% eran afroamericanos, el 0.59% eran amerindios, el 1.42% eran asiáticos, el 0.02% eran isleños del Pacífico, el 0.54% eran de otras razas y el 1.34% pertenecían a dos o más razas. Del total de la población el 2.64% eran hispanos o latinos de cualquier raza.